# Xã Prairie Lake, Quận St. Louis, Minnesota
Xã Prairie Lake (tiếng Anh: Prairie Lake Township) là một xã thuộc quận St. Louis, tiểu bang Minnesota, Hoa Kỳ. Năm 2010, dân số của xã này là 50 người.